# نیلکی ارغوانی
نیلکی ارغوانی (نام علمی: Tephrosia purpurea) نام یک گونه از سرده نیلکی است.